# Josie (canção)
"Josie" é um single da banda estadunidense Blink-182, lançado dia 17 de novembro de 1998 pela MCA. Depois de conquistarem a fama com "Dammit", a banda lançou o segundo clipe do álbum Dude Ranch, "Josie", também seguindo o estilo cômico e agora com participação de uma famosa atriz, Alyssa Milano. Foi o último single e videoclipe do grupo com o baterista Scott Raynor.

## Videoclipe

### Descrição
Tom e Scott chegam à escola. Pouco tempo depois, Mark chega no carro de sua mãe. Ele vai se encontrar com os dois, mas a mãe dele vem atrás com o lanche dele. Ele, cheio de vergonha, pega e a mãe pede um beijo no rosto. Ele mais nervoso ainda beija-a e quando vira-se, a escola inteira está tirando sarro dele. Ele entra e vê a "Josie" (Alyssa Milano). Ele cai de amores por ela. Na classe, ele faz um avião de papel escrito "I love you" (em português: "Eu te amo") e joga para ela, só que o avião erra a direção e cai num gordão que senta perto dela. O gordão fica todo feliz, vê os três e se assusta, um apontando para a cara do outro. Eles vão para o almoço. Lá, "Josie" dá um oi pra ele, que fica todo feliz, mas aí ela vê um suposto atleta popular da escola e corre para abraçá-lo. Mark fica triste e quando se vira, derrama toda a comida num garoto atrás dele. O garoto fica bravo e começa uma enorme guerra de comida no refeitório. Depois disso Mark vê na parede um cartaz para tentar participar da equipe de atletismo da escola. Ele se inscreve. No vestiário, dá de cara com o gordão, sai correndo e vai pra pista se aquecer. "Josie" fica na torcida por ele. Ele começa o salto com obstáculos bem, mas no segundo ele tropeça e vai para a ambulância. Lá, "Josie" o consola e dá um beijo nele. Ele fica todo feliz e entra. E quando a ambulância parte, ele vê o gordão ao seu lado dentro da ambulância.

### Curiosidades
- Mark está de cabelo roxo no videoclipe;
- Tom está de cabelo loiro no videoclipe;
- Alyssa Milano é a "Josie" do videoclipe;
- UL e DHC, siglas que estão na letra da canção significam, respectivamente, Unwritten Law e Dance Hall Crashers, duas bandas que "Josie" supostamente gosta;
- Mark chegou a passar seu telefone para Alyssa Milano após as filmagens, mas ela nunca ligou para ele.[carece de fontes?]

## Faixas

### CD[4]
1. "Josie" – 3:07
2. "Wasting Time" – 2:44
3. "Carousel" – 3:12
4. "I Won't Be Home for Christmas" – 3:18

### VHS
1. "Josie" (videoclipe) – 3:38
2. "Dammit" (videoclipe) – 2:56